# Atrub
Atrub (biał. Атруб; ros. Отруб, Otrub) – wieś na Białorusi, w obwodzie witebskim, w rejonie dokszyckim, w sielsowiecie Biehomla. W 2009 roku liczyła 15 mieszkańców.